# Manjo
Manjo är en ort i Kamerun.   Den ligger i regionen Kustregionen, i den västra delen av landet, 220 km nordväst om huvudstaden Yaoundé. Manjo ligger 526 meter över havet och antalet invånare är 37 661.
Terrängen runt Manjo är kuperad. Trakten runt Manjo är ganska tätbefolkad, med 108 invånare per kvadratkilometer. Närmaste större samhälle är Loum, 16,8 km sydväst om Manjo. I omgivningarna runt Manjo växer i huvudsak städsegrön lövskog.